# Hergest Ridge (Berg)
Der Hergest Ridge ist ein Berg an der Grenze zwischen England und Wales, am Rande der Welsh Marches. 

## Lage und Umgebung
Der größere Teil und auch der Gipfel liegen auf der englischen Seite in Herefordshire, der kleinere Teil auf der walisischen Seite in Powys. Nahe gelegene Berge sind der Bradnor Hill im Nordosten sowie der Gwaunceste Hill im Westen. An der Südostseite des Hergest Ridge fließt der Fluss Arrow entlang. Am Arrow liegt auch die nächstgelegene Stadt, Kington.
Während des Zweiten Weltkrieges wurde auf dem Hergest Ridge Landwirtschaft betrieben. Heute ist er, wie auch zuvor, grasbewachsen, teilweise auch moorig. In einzelnen Bereichen wächst großflächig Adlerfarn.

## Touristisches
Über den Hergest Ridge, allerdings nicht über den Gipfel, führt der Fernwanderweg Offa’s Dyke Path entlang. Am Fuße des Hergest Ridge liegt der Landschaftsgarten Hergest Crofts Gardens. 

## Beziehung zu Mike Oldfield
In einem am Fuße des Hergest Ridge gelegenen Haus namens The Beacon lebte Mike Oldfield einige Jahre. Hier schrieb er das gleichnamige Musikalbum und auch das folgende Album „Ommadawn“, das großteils auch hier aufgenommen wurde, und in dem der Hergest Ridge in dem Stück On Horseback erwähnt wird. Die Gegend um den Hergest Ridge hat sich mittlerweile zu einem beliebten Reiseziel für Oldfields Fangemeinde entwickelt. The Beacon ist heute ein Gasthaus.